# Fernando de Roxas
Fernando de Roxas fue un político español.

## Reseña biográfica
Jefe Político interino. En esta misma época era el Intendente de Zaragoza.
Del 09 de octubre de 1838 al 27 de octubre de 1838 fue Presidente de la Diputación Provincial de Zaragoza.
| Predecesor: Francisco Moreno | Presidente de la Diputación Provincial de Zaragoza 09 de octubre de 1838 - 27 de octubre de 1838 | Sucesor: Joaquín Manuel de Alba |